# Source des Brieux
La source des Brieux est une grotte parcourue par un ruisseau souterrain et située sur la commune de Redortiers, dans les monts de Vaucluse, département des Alpes-de-Haute-Provence.

## Spéléométrie
Le développement de la grotte des Brieux est de 385 m.

## Géologie
La grotte s'ouvre à la limite des calcaires du Barrémien et de l’Aptien inférieur.

## Historique
En 1842, Boule et Rémond inscrivent une date et leur signature à 90 m de l’entrée.
La grotte est mentionnée en 1879 sur la carte de Marius Bouvier. Une visite d'Edouard-Alfred Martel le 3 septembre 1892 lui permet de porter le développement à 175 m avant de s'arrêter sur un rétrécissement. Le 21 octobre 1921, J. Reymonet et ses compagnons parviennent à 360 m de l'entrée et scellent une plaque de zinc. Pierre Martel visite la cavité au cours de l’année 1948. Puis le 21 juillet 1951, il dépasse la plaque de Reymonet et brise quelques concrétions pour atteindre la distance de 385 m.

## Captage du ruisseau souterrain
La grotte est parcourue par un ruisseau dont les eaux ont été captées en 1905 pour l’alimentation en eau potable de la ville de Banon. La température de l'eau est de 8 °C. Edouard-Alfred Martel dresse un plan le 3 septembre 1892,, puis en 1951 Pierre Martel en propose un nouveau.